# Más allá de las sombras (novela)
Más allá de las sombras (título original: Beyond the Shadows) es la tercera y última novela en la trilogía de fantasía El Ángel de la Noche del escritor estadounidense Brent Weeks. Apareció en Estados Unidos en diciembre de 2008, solo un mes después que su predecesora.
La edición española en rústica apareció en febrero de 2011 y la de bolsillo, con la portada original del libro en inglés, en marzo de 2012.

## Sinopsis
La historia se desarrolla en un mundo alternativo de aire medieval llamado Midcyru. Los invasores khalidorianos han sido expulsados de Cenaria a un alto precio, pero el mundo sigue lejos de alcanzar la paz. En Khalidor se ha alzado un nuevo rey dios que recurre sin vacilar a la magia negra y planea apoderarse del continente, mientras Cenaria está gobernada por una reina más preocupada de reforzar su poder que de reinar.
Logan de Gyre se esfuerza por unir las fuerzas de todo Midcyru contra la amenaza khalidoriana. Los tres hechiceros que aparecieron en los libros anteriores maniobran con el mismo objetivo. Y Kylar ha abrazado su destino como Ángel de la Noche y se ha embarcado en la persecución de una poderosa espada con la que contrarrestar el poder del nuevo rey dios, pero todo podría ser en vano a menos que pueda cumplir el mayor encargo que puede hacerse a un ejecutor: eliminar a una diosa.
Más allá de las sombras es la conclusión de la trilogía El Ángel de la Noche.